# Harry Vardon

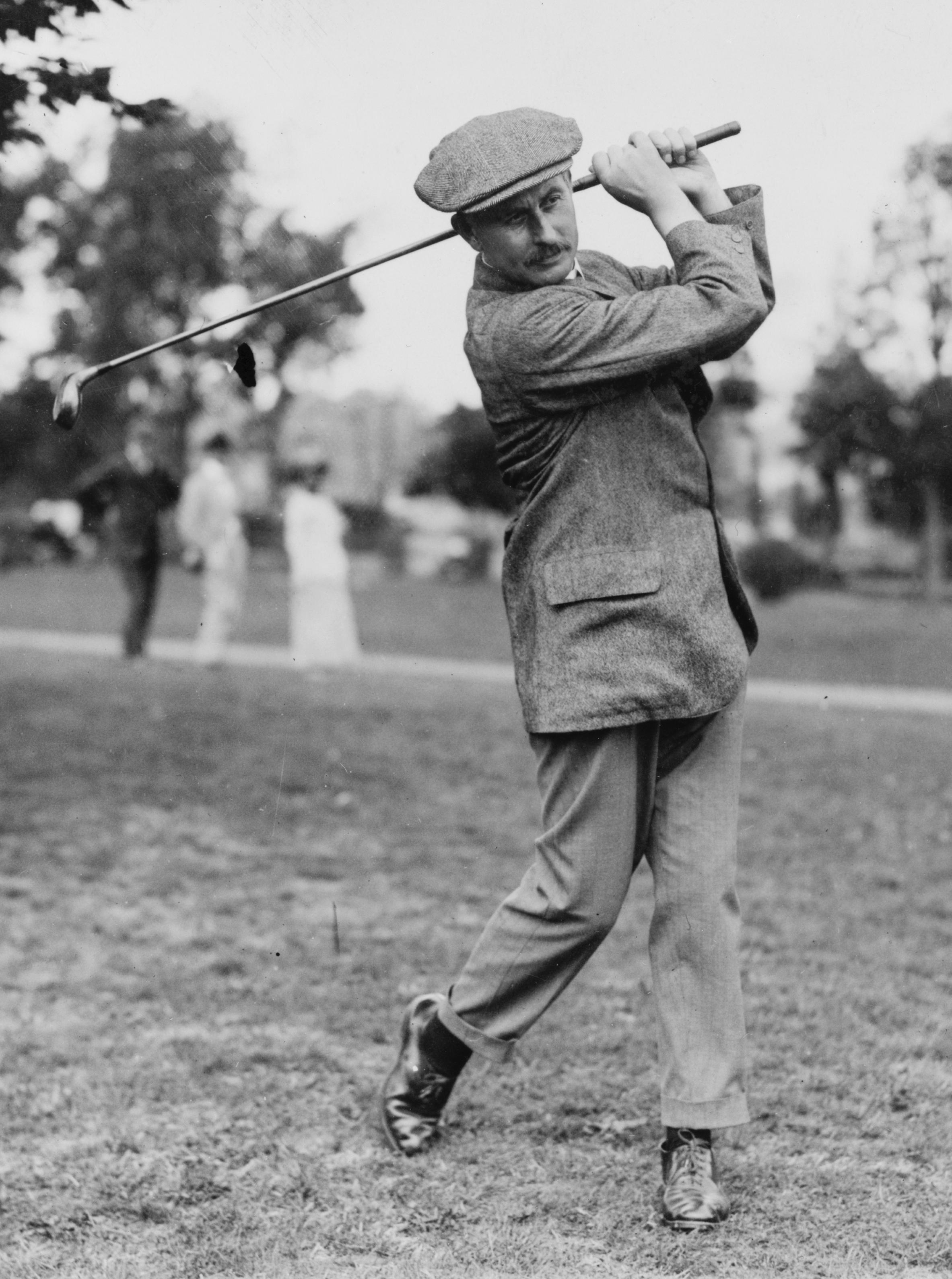
Harry Vardon

Harry Vardon, född 9 maj 1870 i Grouville på Jersey, död 20 mars 1937 i Totteridge i Barnet i norra London, var en brittisk golfspelare.
Under sin uppväxt var Vardon inställd på att bli trädgårdsmästare och att spela fotboll på fritiden, men inspirerad av sin bror kom han under tonåren att spela mer och mer golf och vid 20 års ålder blev han professionell golfspelare. Han blev den förste professionelle golfaren som spelade i knickers, skjorta, slips och kavaj och inom några år var han golfens första superstjärna.
1896 vann han den första, av sitt rekord på sex, Open Championships.  1900 blev han den första internationella golfkändisen när han tävlade i USA där han kallades The King of Golf. Han spelade mer än 80 matcher i USA och vann bland annat US Open. 20 år senare, vid 50 års ålder, blev han tvåa i US Open. 
Under sin karriär vann Vardon 62 golfturneringar. Han utvecklade ett grepp som bär hans namn, Vardongreppet, och som idag används av 90% av alla golfspelare. Efter karriären blev Vardon banarkitekt och har ritat många banor i Storbritannien. Efter segern i The Open 1903 fick han tuberkulos men trots sin dåliga hälsa fortsatte han att träna och tävla och skrev instruktions- och inspirationsböcker om golf. Efter sin död instiftade PGA of America Vardon Trophy som är priset till den spelare på USA-touren med den lägsta genomsnittsscoren under året.
Harry Vardon är medlem i World Golf Hall of Fame. Hans mest prestigefyllda medaljer finns att beskåda på Jersey Museum och i historieböckerna betraktas han som en av de största golfspelarna.

## Majorsegrar
- US Open: 1900
- The Open Championship: 1896, 1898, 1899, 1903, 1911, 1914

## På film
Harry Vardon är en av huvudkaraktärerna i filmen The Greatest Game Ever Played från 2005. I filmen gestaltas Vardon av Stephen Dillane.